# Enggano
Pour les articles homonymes, voir Enggano (homonymie).
Enggano est une île d'Indonésie située dans l'océan Indien, à une centaine de kilomètres au large de la côte sud-ouest de l'île de Sumatra. C'est une île frontalière d'Indonésie.

## Administration
Enggano est un district (kecamatan) du Bengkulu du Nord (en) dans la province de Bengkulu.
Enggano est divisé en six villages (desa), du nord au sud : 
- Banjarsari (nl) (803 habitants[2])
- Meok (nl) (530 habitants[2])
- Apoho (nl) (214 habitants[2])
- Malakoni (nl) (255 habitants[2])
- Kaana (nl) (532 habitants[2])
- Kayaapu (en) (357 habitants[2])

Apoho est le village le moins peuplé du district d'Enggano, mais il en est le chef-lieu.

## Géographie

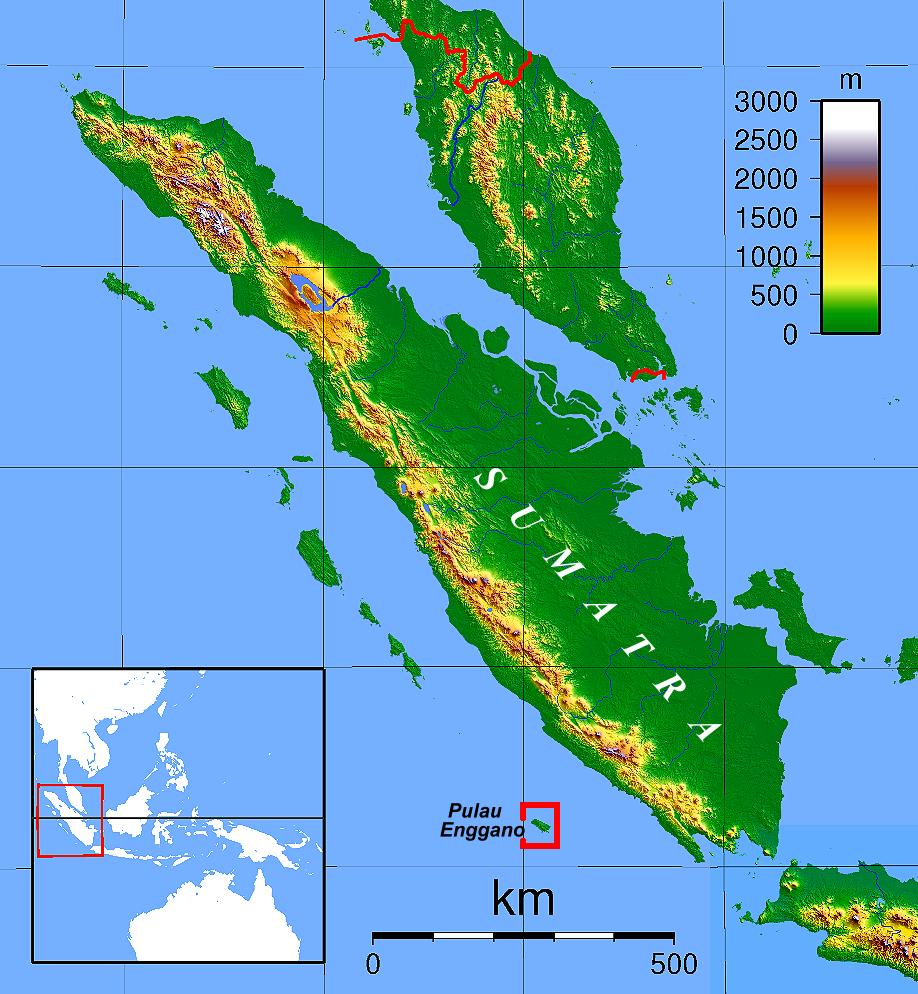
Enggano et Sumatra

Enggano est à environ 156 km de Bengkulu, la capitale provinciale.
L'île fait environ 35 km de long d'est en ouest et 16 km de large du nord au sud. Sa superficie est de 400,62 km2. Son élévation moyenne de 100 m. L'île est couverte de collines boisées qui culminent à 281 m.

## Population et société

### Langue
La langue enggano constitue à elle seule un rameau de la branche malayo-polynésienne des langues austronésiennes. Elle ne comptait plus qu'environ 1 500 locuteurs en 2000.

### Cultes
La majorité (55,3%) des habitants d'Enggano sont musulmans, le reste (44,7%) de la population est chrétienne. Il existe une mosquée et une église dans chaque village de l'île, ce qui fait 12 lieux de culte au total. 

## Faune
L'île abrite un rapace endémique, le Petit-duc d'Enggano, ainsi qu'une sous-espèce endémique de serpent, Coelognathus subradiatus enganensis. Le Zostérops d'Enggano est un passereau endémique d'Enggano et des îles voisines.

## Transport
On se rend à Enggano en bateau depuis le port de Bengkulu.

## Galerie

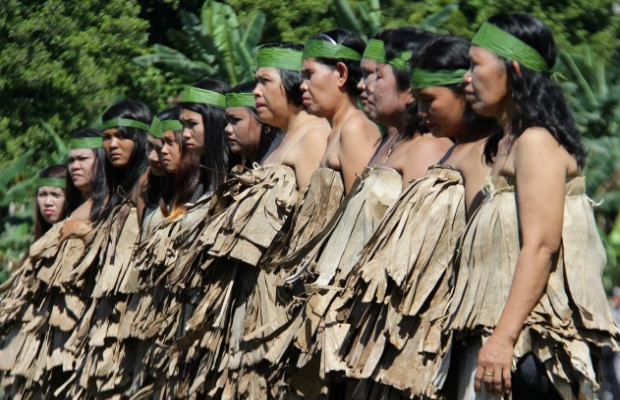
Danseuses enggano en 2016
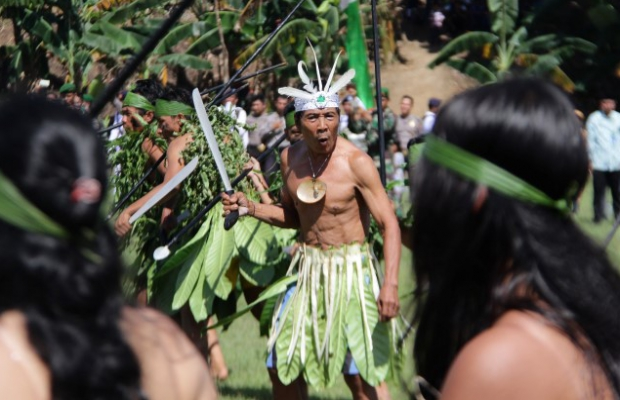
Danse de guerre enggano en 2016
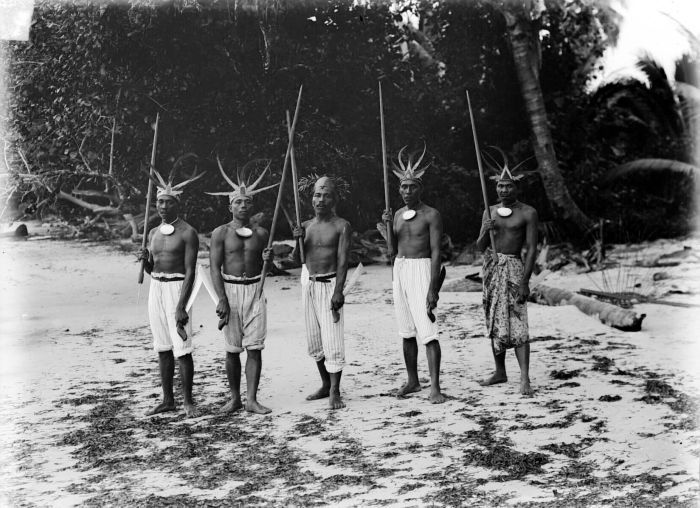
Hommes enggano en costume de guerre (date inconnue)